# Laura Kaminsky
Laura Kaminsky (28 de setembre de 1956) és una compositora nord-americana, productora d'esdeveniments musicals i multidisciplinaris i educadora. Va néixer a Nova York i va obtenir un màster de composició al High School of Music and Art del City College de Nova York.

## Obra
Kaminsky té un ric catàleg d'obres, sobretot de música de cambra i música vocal. Algunes de les seves obres més destacades són aquestes:
Òperes:
- Some Light Emerges
- As One

Peces orquestrals:
- Terra Terribilis: Concerto for Three Percussionists and Orchestra
- Piano Concerto

Quartets de corda:
- Transformations
- Transformations II: Music for a Changing World
- Monotypes
- American Nocturne
- Cadmium Yellow

Música de cambra:
- Vukovar Trio
- Duo for Flute and Piano
- Duo for Cello and Piano
- Wave Hill for Violin and Piano
- And Trouble Came: An African AIDS Diary
- Twilight Settings
- Proverbs of Hell
- Whence it Comes
- Inerpolations on Utopia Parkway

Solo per a piano:
- Fantasy
- Music for Artur
- Calendar Music
- Triftmusik
- Danza Piccola

Altres obres per a solista:
- The Great Unconformity (cello)
- Isole (cello)
- Until a Name (flute)

Cançons:
- Rise, My Love
- Whitman Songs